# خانه شکارچی
خانه شکارچی (به انگلیسی: Hunter's Home) یک نقاشی رنگ روغن اثر هنرمند بلژیکی هنری ووردکر است که در سال ۱۸۲۶ کشیده شده است. این نقاشی یک شکارچی را در خانه‌اش نشان می‌دهد که توسط حیوانات و اعضای خانواده‌اش احاطه شده است؛ این اثر از نقاشی صحنه‌های خودمانی محسوب می‌شود. این نقاشی در مجموعه موزه ملی آمستردام نگهداری می‌شود.